# Batalha de Guadalete
A Batalha de Guadalete ou Guadibeca foi uma batalha travada em 31 de Julho de 711 às margens do rio Guadalete, na atual província de Cádiz, na Andaluzia, no sul da actual Espanha, entre árabes e visigodos. A batalha, que foi ganha pelos primeiros, marcou o fim do Reino Visigótico e o início do domínio muçulmano na Península Ibérica, que se estenderia por vários séculos, até à Reconquista Cristã.
O exército era comandado pelo líder Tárique, líder muçulmano.
Mais tarde em 732 os muçulmanos foram derrotados na batalha de Poitiers.
A batalha de Guadalete foi descrita no livro clássico do romantismo português do século XIX Eurico, o Presbítero, de Alexandre Herculano.